# Клименко Анатолій Володимирович
Клименко Анатолій Володимирович (нар. 26 травня 1962, Дніпропетровськ) — український політик.
Генерал-майор; Міністерство транспорту та зв'язку України, заступник Міністра (12.2007-03.2010).

## Біографія
Народився 26 травня 1961 року у місті Дніпропетровськ. Одружений і має двох доньок.
В 1978 році був робітником радгоспу «Дніпро» у Дніпропетровську. Цього ж року почав навчання у Дніпропетровському сільськогосподарському інституті за спеціальністю вчений агроном, який закінчив 1983 року. З 1983 до 1984 року проходив службу в армії.
Повернувшись з армії, працював агрономом у радгоспі «Дніпро» (1985—1986). Згодом був курсантом Вищої школи КДБ СРСР у Мінську (1986—1987). Також закінчив Дніпропетровський державний університет, де відвідував юридичний факультет.
З 1987 до 1994 рр був робітником в УСБУ Дніпропетровської області. Потім став заступником голови виконкому Дніпропетровської міськради (1994), а через 5 років — заступником голови Дніпропетровської облдержадміністрації.
Народний депутат України 4-го скликання 04.2002-04.2006, виборчій округ № 24, Дніпропетровська область, самовисування. За 23.63 %, 7 суперників. На час виборів: заступник голови Дніпропетровської облдержадміністрації з питань діяльності правоохоронних органів, оборонної та мобілізаційної роботи, безпартійний. Член фракції «Єдина Україна» (05.-06.2002), член фракції партій ППУ та «Трудова Україна» (06.2002-04.2004), член фракції політичної партії «Трудова Україна» (04.-12.2004), позафракційний (12.2004-02.2005), член фракції СПУ (з 02.2005). Член Комітету з питань боротьби з організованою злочинністю і корупцією (з 06.2002), голова підкомітету з питань боротьби з організованою злочинністю і корупцією у сфері зовнішньоекономічної діяльності та грошового обігу.
Довірена особа кандидата на пост Президента України Віктора Януковича в ТВО № 24 (2004—2005).
Орден «За заслуги» III (2000), II ступенів (2004).